# Elektraphididae
Elektraphididae é uma família extinta de insetos da superfamília Phylloxeroidea que inclui o género único Schizoneurites (sinónimos: Antiquaphis e  Elektraphis).
Os espécimes fósseis mais antigos desta família encontraram-se em âmbar de Taymyr, na Rússia, que data do Coniaciano-Santoniano, ainda que a maioria das espécies descritas se tenham encontrado em âmbar do Báltico. A família ficou extinta no Plioceno superior.